# 神明町西
神明町西（しんめいちょうにし）は、大阪府堺市堺区にある地名。2024年現在の行政地名は神明町西一丁から神明町西三丁。住居表示は実施済。

## 地理
堺区の中央部に位置する。南東は神明町東、南西は宿屋町西、北西は山本町、北東は九間町西に接する。南東から順に一丁から三丁がある。

### 河川
- 内川

## 歴史

### 沿革
はじめ1 - 2丁、1959年（昭和34年）から1 - 3丁がある。
- 1872年（明治5年）、神明町中浜・神明町浜と広ノ町の一部より神明町西成立。堺町のうち。
- 1879年（明治12年）、郡区町村編制法施行により、堺区の所属となる。
- 1889年（明治22年）、市制施行により、堺市の所属となる。
- 1959年（昭和34年）、一部を宿屋町西1 - 3丁に編入し、神明町の一部を編入[6]。
- 2006年（平成18年）、堺市が政令指定都市に移行し、行政区を設置。神明町西は堺区の所属となる。

## 世帯数と人口
2024年（令和6年）7月31日現在の世帯数と人口は以下の通りである。
| 丁           | 世帯数  | 人口  |
| ------------ | ------- | ----- |
| 神明町西一丁 | 64世帯  | 106人 |
| 神明町西二丁 | 11世帯  | 27人  |
| 神明町西三丁 | 39世帯  | 81人  |
| 計           | 114世帯 | 214人 |

### 人口の変遷
| 1995年（平成7年）  | 110人 | [ 7 ]  |  |
| 2000年（平成12年） | 157人 | [ 8 ]  |  |
| 2005年（平成17年） | 160人 | [ 9 ]  |  |
| 2010年（平成22年） | 156人 | [ 10 ] |  |
| 2015年（平成27年） | 230人 | [ 11 ] |  |
| 2020年（令和2年）  | 216人 | [ 12 ] |  |

### 世帯数の変遷
| 1995年（平成7年）  | 44世帯  | [ 7 ]  |  |
| 2000年（平成12年） | 67世帯  | [ 8 ]  |  |
| 2005年（平成17年） | 74世帯  | [ 9 ]  |  |
| 2010年（平成22年） | 69世帯  | [ 10 ] |  |
| 2015年（平成27年） | 133世帯 | [ 11 ] |  |
| 2020年（令和2年）  | 125世帯 | [ 12 ] |  |

## 学区
市立小・中学校に通う場合、学区は以下の通りとなる。
| 丁           | 番   | 小学校           | 中学校           |
| ------------ | ---- | ---------------- | ---------------- |
| 神明町西一丁 | 全域 | 堺市立錦西小学校 | 堺市立月州中学校 |
| 神明町西二丁 | 全域 | 堺市立錦西小学校 | 堺市立月州中学校 |
| 神明町西三丁 | 全域 | 堺市立錦西小学校 | 堺市立月州中学校 |

## 事業所
2021年（令和3年）現在の経済センサス調査による事業所数と従業員数は以下の通りである。
| 丁           | 事業所数 | 従業員数 |
| ------------ | -------- | -------- |
| 神明町西一丁 | 7事業所  | 24人     |
| 神明町西二丁 | 4事業所  | 39人     |
| 神明町西三丁 | 8事業所  | 73人     |
| 計           | 19事業所 | 136人    |

## 交通

### バス
- 南海バス[15]
  - 16・16C・61系統：神明町

### 道路
- 大道筋（堺市道大道筋）

## 施設
- 堺市立錦西小学校

## 郵便
- 郵便番号：590-0938[3]（集配局：堺郵便局[16]）。

## ギャラリー

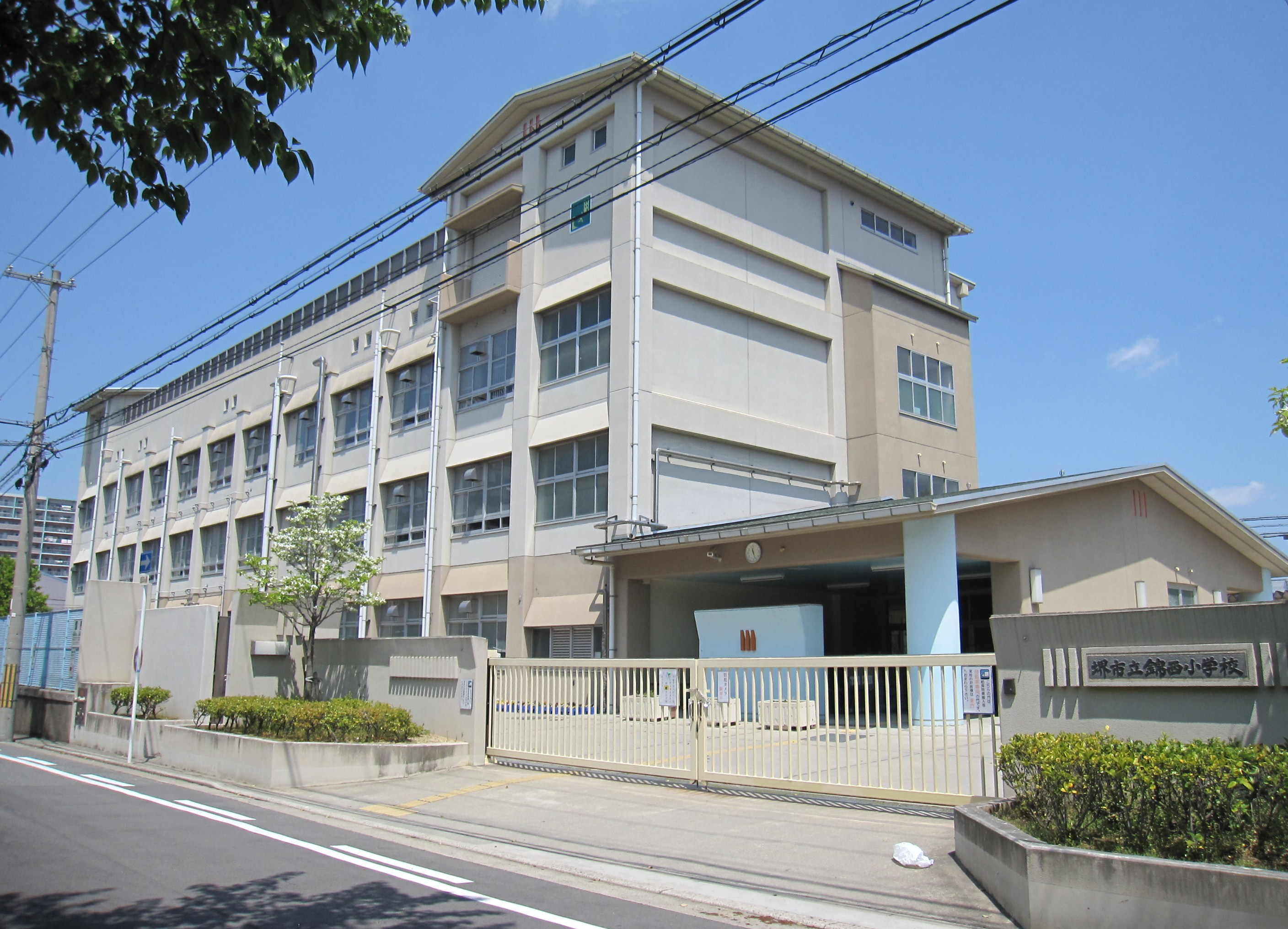
堺市立錦西小学校